# St. Joseph (Ostenland)

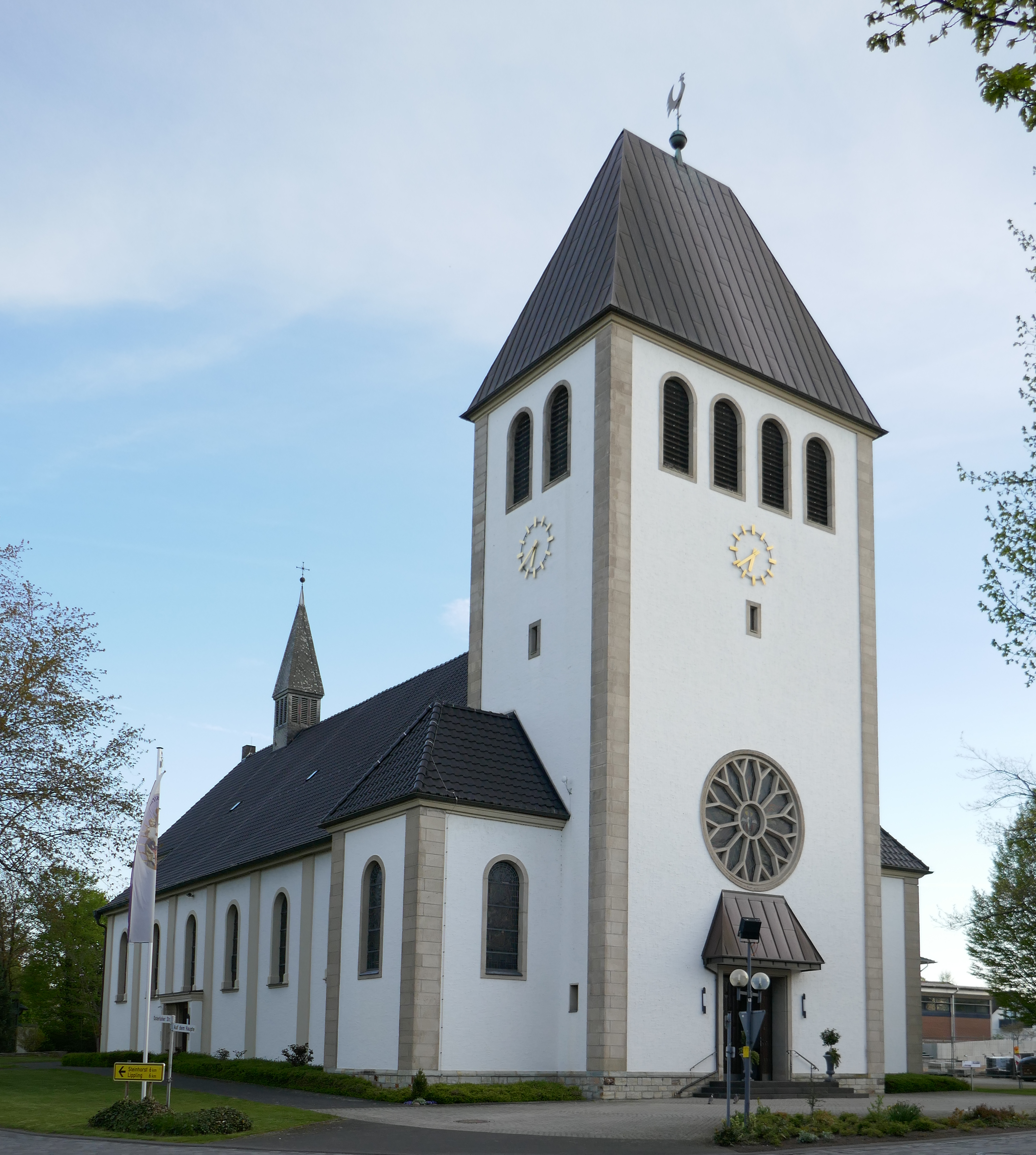
St. Joseph in Ostenland

St. Joseph ist eine römisch-katholische Pfarrkirche im Delbrücker Ortsteil Ostenland im Kreis Paderborn. Kirche und Gemeinde gehören zum Pastoralverbund Delbrück-Hövelhof im Dekanat Büren-Delbrück des Erzbistums Paderborn. Das heutige Kirchengebäude wurde 1920–1922 im Heimatschutzstil errichtet, äußerlich mit romanischen Anklängen innen mit barocken.

## Geschichte

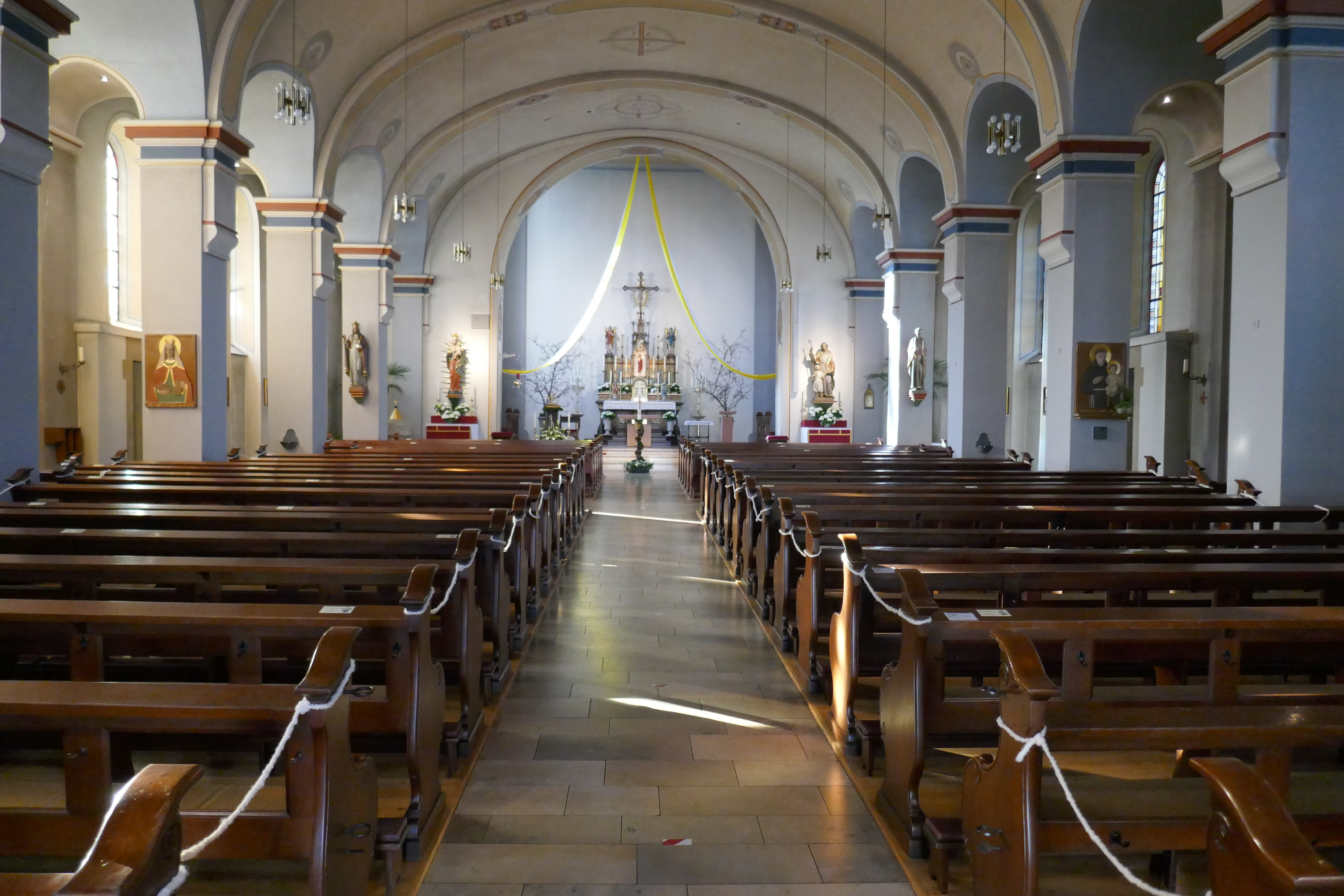
Innenansicht der Kirche St. Joseph in Ostenland

Um 1480 wird erstmals eine St. Anna-Kluskapelle in Ostenland erwähnt. Es wird vermutet, dass in der Kapelle zweimal jährlich ein Gottesdienst gefeiert wurde. Für die regelmäßigen Sonntagsgottesdienste wurden die Kirchen in Delbrück und Lippling besucht. Die Kapelle wurde im Dreißigjährigen Krieg zerstört und 1650 wieder aufgebaut.
Am 13. Januar 1769 genehmigte Fürstbischof Wilhelm Anton von der Asseburg, dass in der Kapelle in den nächsten fünf Jahren Sonntagsgottesdienste abgehalten werden dürfen. Ab 1820 wurde die Genehmigung alle 5 Jahre bestätigt. Die Gottesdienste wurden zunächst von Jesuiten aus Paderborn und Franziskanern aus Bielefeld gehalten.
1856 begann man mit dem Neubau der Kapelle nach Plänen von Arnold Güldenpfennig. Die Kosten beliefen sich auf 6.000 Taler, wobei 5.000 Taler Kredit bei der Kreissparkasse aufgenommen wurden. Ende 1857 wurde der Bau fertiggestellt und konnte am 23. Dezember des Jahres durch den Dechant und Pfarrer Weidenreich konsekriert werden. Dabei erhielt die Kirche das Patrozinium des heiligen Joseph.
Am 20. April 1870 wurde Johann Wittmund erster selbstständiger Vikar in Ostenland. Ihm wurde genehmigt, vier heilige Messen pro Woche zu lesen und das Allerheiligste im Tabernakel aufzubewahren.
1901 erhielt die Kirche drei Glocken von Humpert in Brilon für 1.350 Mark. Die Glocke von 1869 verkaufte man nach Westerwiehe. 1905 erhielt Ostenland einen Friedhof und eine kirchliche Bücherei. Zum 1. Januar 1911 wurde die Gemeinde zur Filialgemeinde mit eigener Vermögensverwaltung und Korporationsrechten erhoben.
Pfarrvikar Hubert Fuest kam im April 1915 nach Ostenland und sammelte bis 1919 60.000 Mark für den Neubau einer Kirche, der im Jahr 1920 begonnen und 1922 abgeschlossen wurde. Pfarrer Diekhoff aus Delbrück weihte sie am 31. Mai 1922 feierlich ein.
Bei einem Sturm 1931 wurde das Dach schwer beschädigt und die Kirche erhielt oberhalb des Chors ein Kupferdach. Gleichzeitig wurden eine neue Glocke, eine neue Turmuhr und zehn neue Fenster eingebaut.
Bis zum Zweiten Weltkrieg unternahm die Gemeinde erfolglos mehrere Versuche, sich von der Hauptgemeinde abzupfarren und selbstständig zu werden. Nach dem Ende des Krieges wurde der Erhebung zur Pfarrei zugestimmt. Am 1. Januar 1950 wurde Anton Kerkmann vom Dechant in Stukenbrock als erster Pfarrer in Ostenland eingeführt.
1960 riss man Pfarrhaus und Wirtschaftsgebäude ein und baute für 78.000 DM neu. Am 4. Dezember des Jahres wurde das Pfarrhaus eingeweiht. 1962 begann man mit einer umfassenden Kirchenrenovierung, die 1964 abgeschlossen wurde. Am 26. März 1966 weihte Weihbischof Paul Nordhues eine neue Orgel und den Hauptaltar. Außerdem wurde das Jugendheim fertiggestellt. 1969 erhielt die Gemeinde eine Friedhofskapelle.

## Ausstattung

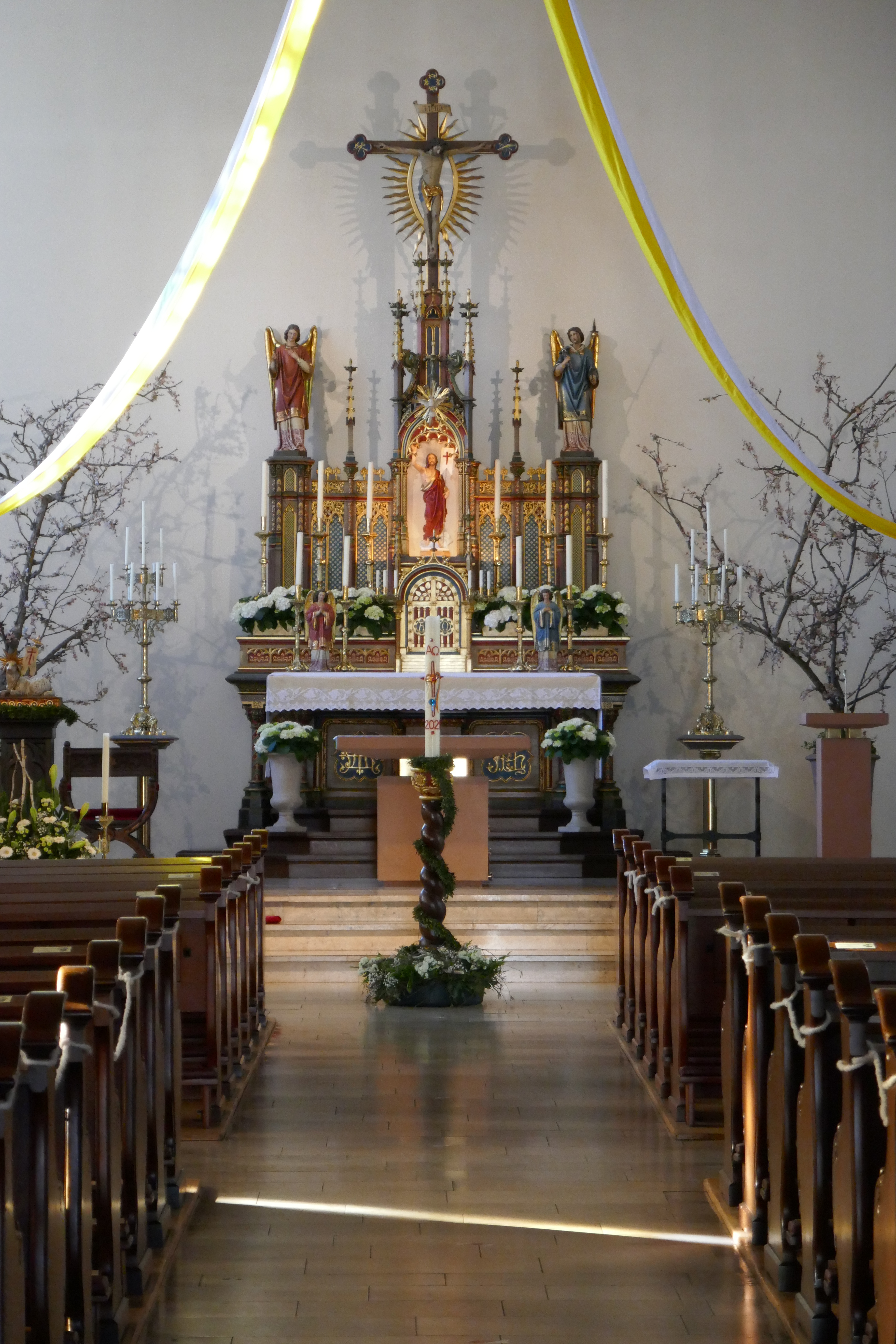
Altar
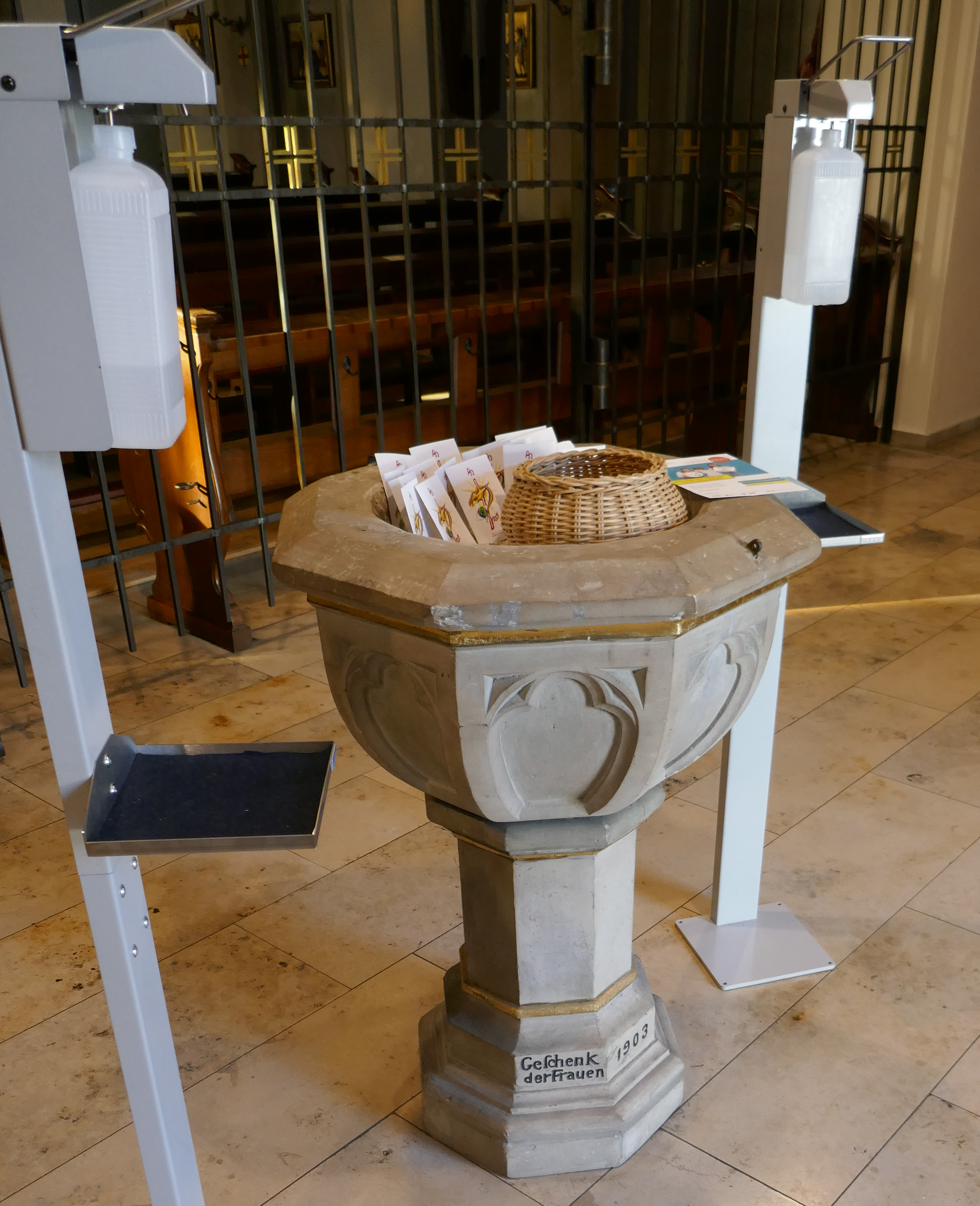
Taufstein
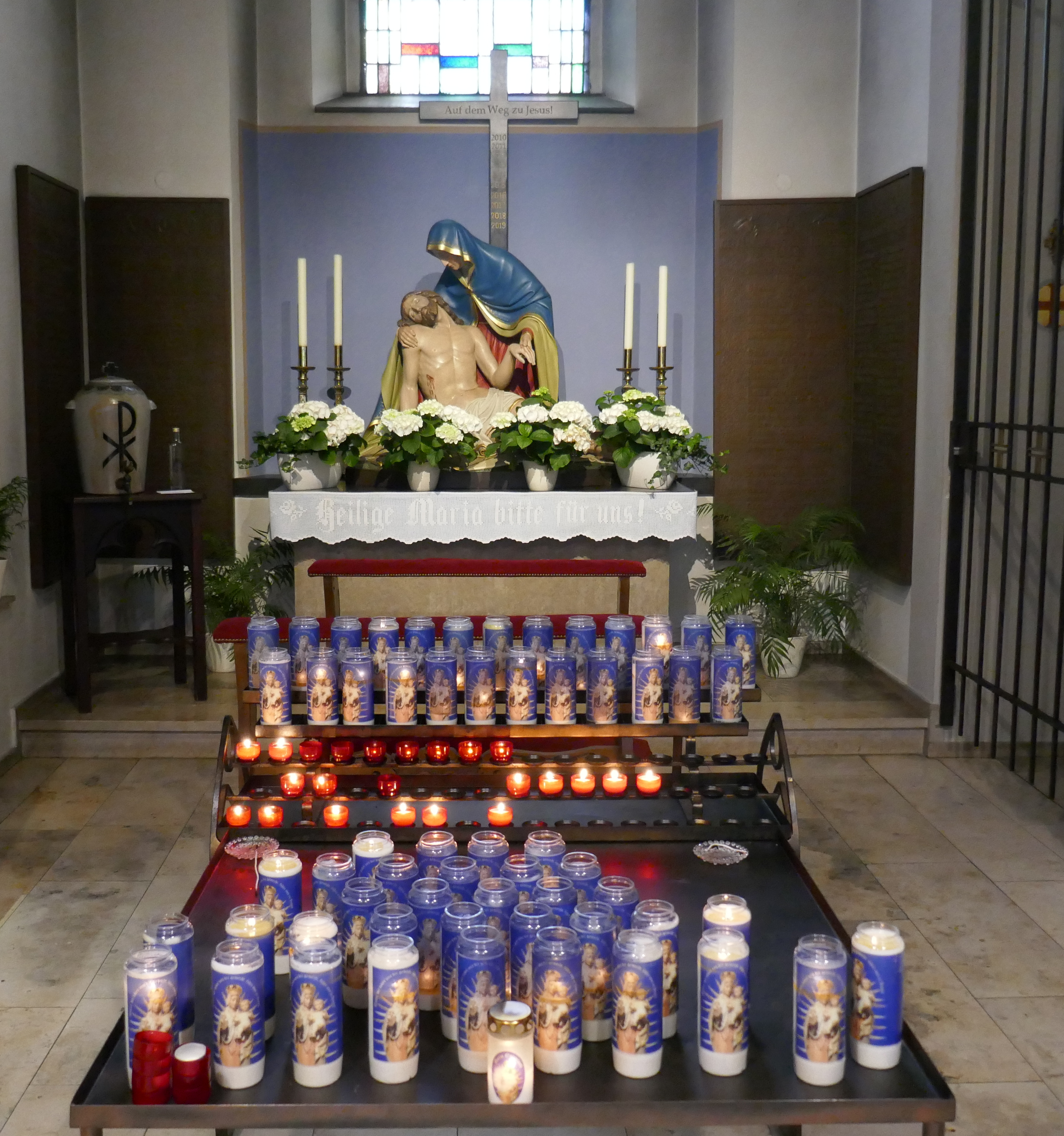
Pietà

### Glocken
1. Ad majorem die gloriam et nostram salutem
2. Hl. Joseph
3. Ad honorem sanctae mariae virginis

## Geistliche
Vikare
1870–1891 Johann Wittmund
1982–1903 Heinrich Salmen
1903–1908 Josef Haselhorst
1908–1911 August Habbel
Pfarrvikare
1911–1915 August Habbel
1915–1933 Hubert Fuest
1933–1939 Anton Kerkmann
1939–1945 Theodor Michels (als Vertreter für Anton Kerkmann)
1945–1950 Anton Kerkmann
Pfarrer
1950–1957 Pfarrer Anton Kerkmann
1957–1985 Pfarrer Heinrich Hemken-to-Krax
1985–2009 Pfarrer Hubert Poschmann
Pfarrverwalter
2009–2012 Pfarrer Martin Göke (Leiter des Pastoralverbundes Boke-Ostenland)
2012–2013 Dechant Pfarrer Dr. Thomas Witt (Leiter des Pastoralverbundes Delbrück)
2013 – 31. Mai 2015 Pfarrer Dirk Gresch (Leiter des Pastoralverbundes Delbrück)
1. Juni 2015 – 30. November 2024 Dechant Pfarrer Bernd Haase (Leiter des Pastoralverbundes Delbrück-Hövelhof)
seit 1. Dezember 2024 Pastor Dr. Manuel Klashörster (Leiter des Pastoralverbundes Delbrück-Hövelhof)